# Німецька академія мови і поезії
Німецька академія мови і поезії або Німецька академія мови і літератури (нім. Deutsche Akademie für Sprache und Dichtung, DASD) — незалежна інституція, метою якої є сприяння розвитку німецької мови і літератури. Академія знаходиться в Дармштадті.

## Історія
Академія була заснована 28 серпня 1949 року з нагоди 200-річного ювілею Йоганна Вольфганга фон Гете. Церемонія відбулася у франкфуртській церкві Святого Павла.
1950 року члени-засновники Фріц Узінгер, Марі-Луїза Кашніц, Еріх Кестнер та інші провели перше засідання академії в місті Штутгарті. Першим президентом академії було обрано Рудольфа Пехеля. Осіннє засідання в тому ж році було проведене вже в Дармштадті.
Академія є об'єднанням письменників та діячів культури, зацікавлених у розвитку та дослідженні німецької літератури та німецької мови і може розглядатися як аналог Французької академії. Проте на відміну від Франції, Німецька академія має значно менший вплив, що зокрема пов'язано з відносно недавнім її заснуванням. Академія щорічно присуджує премію Георга Бюхнера, яка наразі вважається найпрестижнішою літературною відзнакою в Німеччині.

## Структура
Академія є громадським об'єднанням, яке на 90 % фінансується державою. До академії входять звичайні, позаштатні, почесні члени та члени-кореспонденти. Керівними органами академії є загальні збори, президія та кураторіум. В Академії літератури і мови представлені всі федеральні землі. Станом на 2011 рік кількість академіків становить 184.

### Публікації Академії
- Dichtung und Sprache. Deutsche Akademie für Sprache und Dichtung. Hanser, München / Wien 1984 ff., ZDB-ID 252452-1.
- Jahrbuch. Deutsche Akademie für Sprache und Dichtung. Wallstein, Göttingen 1953 ff., ISSN 0070-3923.
- Veröffentlichungen der Deutsche Akademie für Sprache und Dichtung Darmstadt. 1954 ff. Schneider, Heidelberg / Darmstadt 1954—1989 / Luchterhand, Frankfurt am Main 1988—1993 / Wallstein, Göttingen 1993 ff., ZDB-ID 504305-0.
- Das literarische Deutschland. Zeitung der Deutschen Akademie für Sprache und Dichtung. Heidelberg 1950—1951, ZDB-ID 202653-3.
- Neue literarische Welt. Zeitung der Deutschen Akademie für Sprache und Dichtung. Montana, Darmstadt / Zürich 1952—1953, ZDB-ID 202652-1.
- Valerio Die Heftreihe der Deutschen Akademie für Sprache und Dichtung. Wallstein, Göttingen 2005 ff., ZDB-ID 2196180-3.

### Про Академію
- Dieter Sulzer, Hildegard Dieke, Ingrid Kußmaul, Michael Assmann: Der Georg-Büchner-Preis. 1951—1987. Eine Dokumentation. Piper, München / Zürich 1987, ISBN 3-492-03166-8.
- Michael Assmann (Hrsg.): Wie sie sich selber sehen. Antrittsreden der Mitglieder vor dem Kollegium der Deutschen Akademie. Mit einem Essay von Hans-Martin Gauger. Wallstein-Verlag, Göttingen 1999, ISBN 3-89244-328-9.
- Michael Assmann, Herbert Heckmann (Hrsg.): Zwischen Kritik und Zuversicht. 50 Jahre Deutsche Akademie für Sprache und Dichtung. Wallstein-Verlag, Göttingen 1999, ISBN 3-89244-343-2.
- Deutsche Akademie für Sprache und Dichtung (Hrsg.): Zur Reform der deutschen Rechtschreibung. Ein Kompromißvorschlag. 2., durchgesehene Auflage. Wallstein-Verlag, Göttingen 2003, ISBN 3-89244-655-5.
- Hanno Birken-Bertsch, Reinhard Markner (Hrsg.): Rechtschreibreform und Nationalsozialismus. Ein Kapitel aus der politischen Geschichte der deutschen Sprache. Wallstein-Verlag, Göttingen 2000, ISBN 3-89244-450-1.
- Hanno Birken-Bertsch, Reinhard Markner: Schrift und Rede, Rechtlautung und Rechtschreibung. Traditionslinien der Rechtschreibreform (1944/1996). In: Neue Rundschau. 2000, ISSN 0028-3347, S. 112—124.
- Uwe Pörksen: Die Wissenschaft spricht Englisch? Versuch einer Standortbestimmung (= Valerio. Nr. 1). Wallstein, Göttingen 2005, ISBN 3-89244-978-3.